# 도쇼 사라
도쇼 사라(일본어: 土性 沙羅, 1994년 10월 17일~)는 일본의 레슬링 선수로 2016년 하계 올림픽 여자 라이트헤비급에서 금메달을 획득했다.